# 이나바 마사요시 (1718년)
이나바 마사요시(일본어: 稲葉正益 いなば まさよし[*], 교호 3년 (1718년) ~ 메이와 8년 9월 28일 (1771년 11월 4일))는 야마시로 요도번 5대 번주이자, 마사나리계 이나바가 종가 9대 당주이다.

## 인물
4대 번주 이나바 마사치카의 장남이다. 어머니는 시바타씨의 딸 (이나바 마사나오의 양녀)이다. 정실은 다테 요시무라의 딸이고, 계실은 니와 타카히로의 딸이다. 자녀는 이나바 마사히로 (장남), 이나바 마사노부 (차남), 이나바 마사인(正尹, 3남), 센고쿠 히사노리(仙石久功, 4남), 타치바나 타네치카의 정실, 이나바 마사미네의 정실이 있다. 초명은 마사하지(正甫), 통칭 다이가쿠(大学)이다. 관위는 종5위하, 종4위하, 나이쇼가시라(内匠頭), 탄고노카미이다.
교호 18년 (1733년) 8월 28일, 쇼군 도쿠가와 요시무네를 배알한다. 같은 해 12월 18일, 종5위하 나이쇼가시라에 취임한다. 교호 19년 11월 5일, 아버지의 사망하자 뒤를 이었다. 엔쿄 4년 (1747년) 5월 15일, 소샤반에 취임한다. 같은 해 12월 23일, 지샤부교 겸임까지 맡는다. 간엔 3년 (1750년) 12월 18일, 종4위하로 승진했지만, 그러나 소샤반 겸 지샤부교는 해임되었다. 호레키 6년 (1756년) 2월 3일, 요도성이 불타, 막부로부터 1만량을 빌렸다. 메이와 8년 (1771년) 9월 28일, 54세의 나이로 사망해, 장남인 마사히로가 뒤를 이었다. 법호는 온료인(温良院), 묘소는 교토의 묘신지이다. 
| 전임 이나바 마사치카 | 제5대 요도번 번주 1734년 - 1771년 | 후임 이나바 마사히로 |